# Čáp černokrký
Čáp černokrký (Ephippiorhynchus asiaticus) je velký pták z čeledi čápovitých. Vyskytuje se na území jižní Asie a Oceánie v rozmezí od Indie po Novou Guineu a severní část Austrálie.

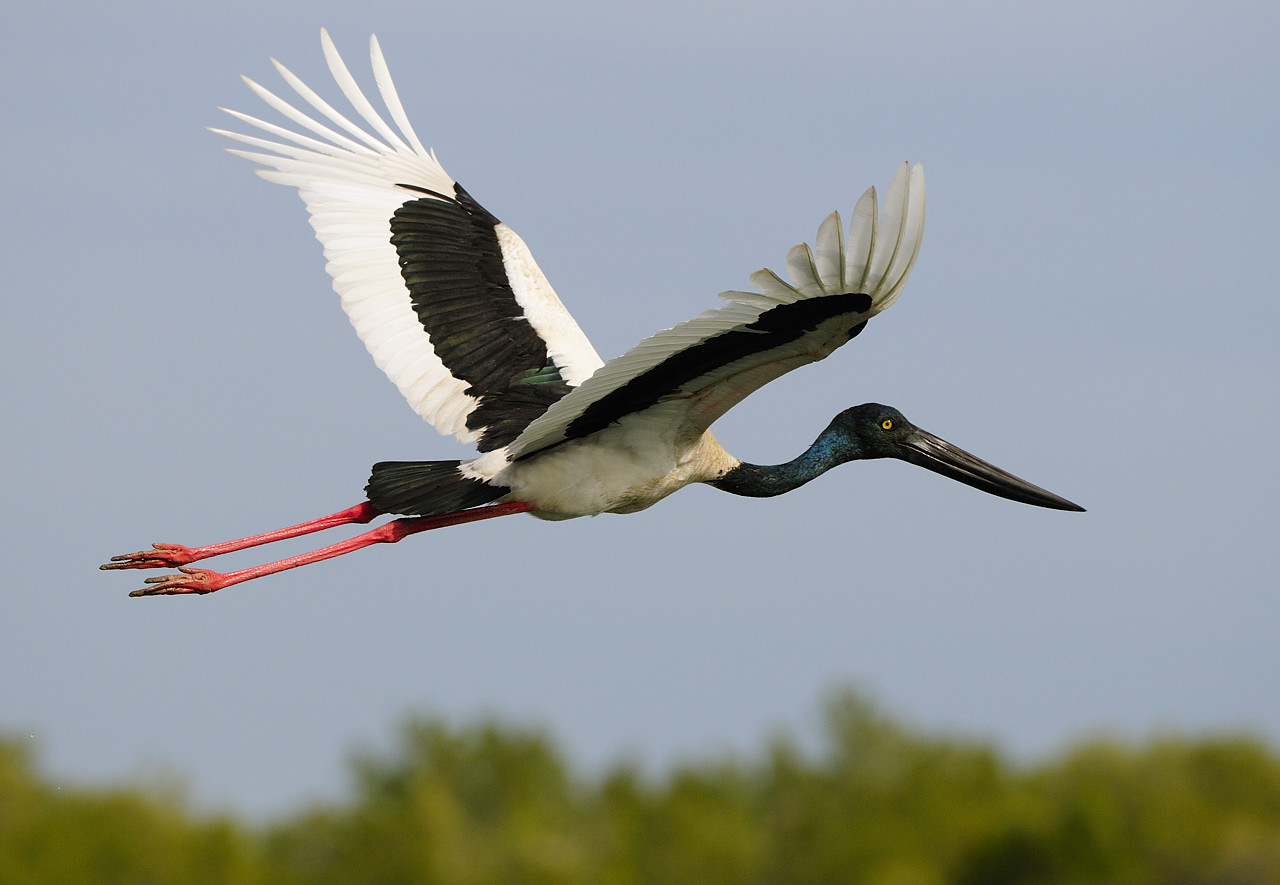
Čáp černokrký v letu

Dorůstá 130 - 150 cm, v rozpětí křídel měří průměrně 230 cm a jeho hmotnost se pohybuje kolem 4,1 kg. Je výrazně zbarvený. Hlavu, krk a letky křídel má tmavé, zbytek těla s výjimkou červených končetin bílý. Pohlaví se přitom mezi sebou nijak výrazně neliší, samice mají pouze žlutě zbarvené oči, které jsou u samců hnědé. Mladí ptáci jsou převážně hnědí se světlou spodinou těla a tmavými končetinami.
Hnízdí v mokřadech. Hnízdo z větví si staví vysoko na stromech a následně do něj klade 3 - 5 vajec. Požírá zejména ryby, obojživelníky a velký hmyz, v menší míře i drobné savce, plazy a malé ptáky. Čáp černokrký je vysoce citlivý na změnu životního prostředí, jako je znečištění a vysušování vodních ploch. V Červeném seznamu IUCN je v současné době zařazen mezi téměř ohrožené druhy.